# Вернике, Герберт
Герберт Вернике — (24 марта 1946, Аугген, Баден-Вюртемберг – 16 апреля 2002) немецкий оперный режиссёр и художник по костюму.

## Биография
Вернике изучал флейту, композицию, дирижирование в консерватории в Брауншвейге и сценографию в Мюнхенской академии художеств. Изначально работал художником по декорациям и костюмам в Ландсхуте и Вуппертале. Свою первую постановку — оперу «Валтасар» Генделя — осуществил в Дармштадте в 1978 году. Большая часть творческой биографии Вернике связана с Базельским театром, в этом городе он жил с 1990 года. Вернике также работал над постановками для крупных оперных театров Европы и Америки. Он входил в число немногих современных оперных режиссёров, кто регулярно приглашался для работы на Зальцбургском фестивале. Работая с традиционным сюжетом, Вернике насыщал его приметами настоящего и недавнего прошлого. Опера, в его постановках, оставаясь произведением элитарного искусства, становилась демократичной и понятной более широкой публике.
16 апреля 2002 года Вернике скоропостижно скончался в возрасте 56 лет после непродолжительной тяжелой болезни в больнице Базеля. 5 мая 2002 года в Базельском театре состоялась премьера оратории Генделя «Израиль в Египте» в фрагментах, последней, незавершенной постановки Вернике. Похоронен на кладбище в Ауггене.

## Постановки
- «Севильский цирюльник» (1985, Дармштадт)
- «Пророчество Золотого века и ужасы ада» (Флорентийская интермедия) (1984, Кассельский государственный театр)
- «Барочная трилогия» (Фаэтон / О вечность, ты, громовое слово (1985—1989, Кассельский государственный театр)
- «Иуда Маккавей» (Баварская государственная опера)
- «Летучий голландец» (Баварская государственная опера)
- «Ипполит и Арисия» (Немецкая опера)
- «Оберон[англ.]» (Немецкая опера)
- «Орфей» (1993, Зальцбургский фестиваль)
- «Пеллеас и Мелизанда» (1996, Брюссель)
- «Борис Годунов» (1994, Зальцбургский фестиваль )
- «Моисей и Аарон» (1990, Театр Шатле)
- «Кольцо Нибелунгов» (1991, Ла Монне, Брюссель; дирижёр — Сильвен Камбрелен)
- «Каллисто» (1993; дирижёр — Рене Якобс)
- «Кавалер розы» (1995, Зальцбургский фестиваль; дирижёр Лорин Маазель)
- «Фиделио» (1996, Зальцбургский фестиваль; дирижёр Георг Шолти)
- «Из Германии» (From Germany) (по Маурисио Кагелю, 1997, копродукция Базельского театра, Голландского фестиваля и Венского фестиваля)
- «Похищение в концертном зале» (по Маурисио Кагелю, Ла Фениче, Венеция, премьера)
- Орфей в аду (1997, Театр Ла Моннэ, Брюссель; Элизабет Видаль — Эвридика, Дэйл Дьюзинг — Юпитер, дирижёр Патрик Девин)
- Дон Карлос (1998, Зальцбургский фестиваль)
- «Сицилийская вечерня» (1998, Венская государственная опера)
- «Юлий Цезарь» (1998, Базельский театр; Лисео, Барселона)
- «Палестрина» (1999, Венская государственная опера)
- Троянцы (2000, Зальцбургский фестиваль)
- «Actus Tragicus» (И.-С. Бах) (декабрь 2000, Базельский театр, 2006-2007 Штутгартская государственная опера)
- «Женщина без тени» (декабрь 2001, Метрополитен Опера)
- «Золото Рейна» (2002, Баварская государственная опера)
- «Валькирия» (работа над постановкой не завершена, 2002, Баварская государственная опера)